# Malcolm David Kelley
Malcolm David Kelley (Bellflower, Califórnia, 12 de Maio de 1992) é um ator americano. Ele estreou em 2004 no filme You Got Served como Lil' Saint. Ele pode ser visto na série de TV Lost como o personagem Walt. Ele também participou do filme Judging Amy e da série My Name Is Earl.

## Carreira
- Antwone Fisher (2002) (Filme) ... como Antwone Fisher aos 7 anos
- You Got Served (2004) (Filme) ... como Lil Saint
- Knights of the South Bronx (2005) (Filme) ... como Jimmy Washington
- My Name Is Earl (2006) (Série de TV) ... como Alby
- Law & Order: Special Victims Unit (2006) ... como Nathan Phelps
- Lost (2004/2005/2009)... (Série de TV) como Walt Lloyd
- The Kings of Appletown (2008) (Filme) ... como Cliff
- Gigantic (Série de TV) (2010)